# Lugarde

Lugarde este o comună în departamentul Cantal, Franța. În 1 ianuarie 2022 avea o populație de 119 de locuitori.